# Louis Bontes
Louis Bontes, né le 28 février 1956 à Rotterdam, est un homme politique et ancien officier de police néerlandais. Élu au Parlement européen pour le Parti pour la liberté (PVV) de 2009 à 2010, il entre à cette date à la Seconde Chambre des États généraux, qu'il quitte en 2017.

## Biographie
Diplômé de l'université d'Utrecht en administration publique, Louis Bontes est élu député européen lors des élections européennes de 2009 sur la liste du Parti pour la liberté. Il est membre de la Commission des libertés civiles, de la justice et des affaires intérieures, avant d'être élu à la Seconde Chambre lors des élections législatives du 17 juin 2010.
Réélu lors des élections législatives du 12 septembre 2012, Bontes est membre du groupe parlementaire du PVV jusqu'en 2013, année où après avoir critiqué les méthodes de son parti, il est expulsé du groupe. Il reste au Parlement comme indépendant et déclare qu'il voterait de la même manière qu'il le ferait s'il était encore dans son groupe.
Il fonde Pour les Pays-Bas (VoorNederland, VLN) en 2014 avec Joram van Klaveren, mais le parti échoue à faire élire des représentants lors des élections législatives du 15 mars 2017, avec le journaliste Jan Roos en tête de liste suivi de Van Klaveren et Bontes. Cela marque le retrait de Louis Bontes de la vie politique. De 2014 à 2017, Bontes siège au sein du groupe parlementaire Bontes/Van Klaveren.